# 阮玉雅媛
懷正公主阮玉雅媛（越南语：／；1832年—1875年），越南阮朝紹治帝第八女，生母柔嬪阮氏嫣。

## 生平
明命十三年（1832年），阮玉雅媛在順化京城出生。嗣德三年（1850年），公主19歲，下嫁安遠侯武文解之子武文專。嗣德二十二年（1869年），嗣德帝封雅媛為懷正公主。嗣德二十八年（1875年），公主去世，壽四十四歲，諡美淑。
懷正公主育有三子一女。